# إدواردو بلانكو
إدواردو بلانكو (بالإسبانية: Eduardo Blanco)‏ هو ممثل أرجنتيني، ولد في 28 فبراير 1958 ببوينس آيرس في الأرجنتين.

## أعمال

### أفلام
- (2001) ابن العروس[1]
- (2004) قمر أفيلانيدا

## وصلات خارجية
- إدواردو بلانكو على موقع IMDb (الإنجليزية)
- إدواردو بلانكو على موقع روتن توميتوز (الإنجليزية)
- إدواردو بلانكو على موقع ألو سيني (الفرنسية)
- إدواردو بلانكو على موقع أول موفي (الإنجليزية)
- إدواردو بلانكو على موقع قاعدة بيانات الأفلام السويدية (السويدية)
- إدواردو بلانكو على موقع إن إن دي بي (الإنجليزية)
- إدواردو بلانكو على موقع قاعدة بيانات الفيلم (الإنجليزية)
- إدواردو بلانكو على موقع كينوبويسك (الروسية)